# Cantone di Carpentras-Nord
Il Cantone di Carpentras-Nord era una divisione amministrativa dell'arrondissement di Carpentras.
È stato soppresso a seguito della riforma complessiva dei cantoni del 2014, che è entrata in vigore con le elezioni dipartimentali del 2015.
Comprendeva parte della città di Carpentras e i comuni di:
- Aubignan
- Caromb
- Loriol-du-Comtat
- Sarrians
- Saint-Hippolyte-le-Graveyron